# Дискурс-анализ
Ди́скурс-ана́лиз — в общем смысле — ряд подходов в социальных науках, целью которых является критическое исследование дискурса, а основными задачами — анализ соотношения сил в обществе, при осуществлении которого формулируется нормативный подход, с позиции которого можно критически проанализировать эти соотношения в связи с социальными изменениями[уточнить]. К дискурс-аналитическим подходам могут быть отнесены: теория дискурса Э. Лакло и Ш. Муфф, критический дискурс-анализ, дискурсивная психология и др.
В конкретных смыслах используется:
- в лингвистике для обозначения анализа отношений между предложениями и высказываниями на микроуровне (см. Brown, G. & Yule, G., 1983[2][3]).
- для обозначения анализа способов применения ментальных схем при понимании текста людьми[4][3].

Дискурс-анализ — это не просто один из методов исследования некой проблемы через специфический способ анализа дискурса, но целостный комплекс, включающий в себя: 1) философские (онтологические и эпистемологические) предпосылки, касающиеся роли языка в социальных структурах мира; 2) теоретические модели и 3) методологию того, как выбрать подход к исследованию проблемы; 4) специфические приёмы анализа.

## Ключевые предпосылки дискурс-анализа и других социально-конструкционистских подходов
Как показали Вивьен Барр и Кеннет Герген, различные социально-конструкционистские направления, к числу которых относится и дискурс-анализ, разделяют ряд базовых предположений:
- Критический подход к знанию о мире. Наши знания о мире и самих себе — не есть отражение реальности, но есть результат её категоризации, или, иначе — продукт дискурсов.
- Историческая и культурная обусловленность способов понимания и репрезентации мира и самих себя. Знания условны (антифундаментализм). Социальный мир конструируется и строится социально, то есть он не является данностью, а люди при этом не обладают набором характеристик или особенностей, данных от природы (антиэссенциализм).
- Связь между знаниями и социальными процессами. Способы, которыми люди понимают мир, возникают и поддерживаются социальными процессами, социальными взаимодействиями. Знания конструируются этими процессами и взаимодействиями.
- Связь между знаниями и социальным поведением. «Различия в социальных взглядах приводят к различиям в социальных действиях. Как следствие, социальная структура знаний и истина имеют социальные последствия»[8].